# Gaetano Semenza
Gaetano Semenza (Sant'Angelo Lodigiano, 26 settembre 1825 – Milano, 22 agosto 1882) è stato un patriota, politico e imprenditore italiano.

## Biografia
Terz'ultimo di otto figli, tra cui Luigi, nel 1839 lasciò Sant'Angelo per trasferirsi insieme alla madre e ai fratelli a Verolanuova, dove aprirono un setificio. Nel 1848, a Napoli, si unì ai duecento volontari che avevano aderito all'appello di Cristina Trivulzio di Belgiojoso.
Nel 1851 si trasferì a Londra, dove aprì con successo una succursale dell'azienda di famiglia. Nella capitale inglese divenne un attivo esponente degli esuli italiani e strinse una solida amicizia con Giuseppe Mazzini e Giuseppe Garibaldi. Si fece promotore di svariate raccolte fondi a sostegno della causa dell'indipendenza italiana e non solo. Fu proprio con una colletta promossa da lui che venne acquisita la casa di Caprera, poi donata a Garibaldi.
Nel 1863, a Londra, guidò la fondazione di una società per la costruzione di una ferrovia in Sardegna, che avrebbe dovuto unire Cagliari a Porto Torres attraversando in senso sud-nord l'intera isola. Per molteplici cause il progetto non andrà in porto e causò all'imprenditore lombardo la perdita di un ingente capitale.
Nel 1865, assieme all'editore Vallardi e ai fratelli Penocchio, promosse a Milano la fondazione de Il Sole, un nuovo quotidiano finanziario, politico ed economico, modellato sul The Times di Londra, con una linea editoriale liberale e riformista, espressione della nascente borghesia milanese.
Fu eletto deputato alla Camera per la IX legislatura per il collegio di Verolanuova. Fu rieletto nuovamente nella X e nell'XI legislatura. Per adempiere al suo incarico rientrò stabilmente in Italia, trasferendosi dapprima a Firenze e poi, dopo il 1870, a Roma.
Con il passare degli anni non cessò il suo interesse per le ferrovie. Negli anni settanta fu tra i consiglieri della Società Anonima di Fiumicino per la Ferrovia, Terreni e Bagni di Mare che portò all'apertura, il 14 marzo 1878, della ferrovia Roma-Fiumicino.
Terminato il suo ultimo mandato parlamentare, si stabilì a Milano.

## Famiglia
Il figlio Guido divenne un affermato ingegnere, studioso di Leonardo da Vinci, e fu l'inventore del palo flessibile.